# Three Mile Pilot
Three Mile Pilot è un gruppo indie rock di San Diego, formato da Armistead Burwell Smith IV (anche noto come Zach Smith) al basso e alla voce, Pall Jenkins alla chitarra e alla voce, e Tom Zinser alla batteria.
Nel 1992 esordiscono con Nà Vuccà Do Lupù, pubblicato da Cargo/Headhunter. L'album è realizzato interamente senza chitarre, con Pall Jenkins alla voce, Zach al basso e Tom alla batteria. Jenkins imbraccia la chitarra per il secondo album, The Chief Assassin to the Sinister, pubblicato nel 1994 sempre da Cargo/Headhunter. L'album verrà ristampato l'anno successivo dalla Geffen, ma la collaborazione tra la band e l'etichetta finisce qui. Il terzo album, Another Desert, Another Sea esce nel 1997 con il gruppo allargato a un quartetto vista la presenza di Tobias Nathaniel alle tastiere.
Le strade dei Three Mile Pilot si dividono; Jenkins e Nathaniel formano i Black Heart Procession, mentre Smith e Zinser entrano a far parte dei Pinback.
Nel 2000 viene pubblicata una raccolta di rarità, singoli, e outtakes.
Dopo un lungo periodo di inattività, dovuto probabilmente al relativo successo dei diversi progetti personali, i Three Mile Pilot pubblicano, nel 2010, l'album The Inevitable Past is the Future Forgotten.

## Discografia

### Album
- 1992 - Nà Vuccà Dù Lupù
- 1994 - The Chief Assassin to the Sinister
- 1997 - Another Desert, Another Sea
- 2010 - The Inevitable Past is the Future Forgotten

### Ep
- 1995 - Starcontrol Out
- 1998 - Three Mile Pilot

### Compilation
- 2000 - Songs from an Old Town We Once Knew